# Ampeh (Tanah Luas)
Ampeh is een bestuurslaag in het regentschap Aceh Utara van de provincie Atjeh, Indonesië. Ampeh telt 761 inwoners (volkstelling 2010).